# Gornja Grabovica
Gornja Grabovica (Servisch cyrillisch Горња Грабовица) is een plaats in de Servische gemeente Valjevo. De plaats telt 1366 inwoners (2002).

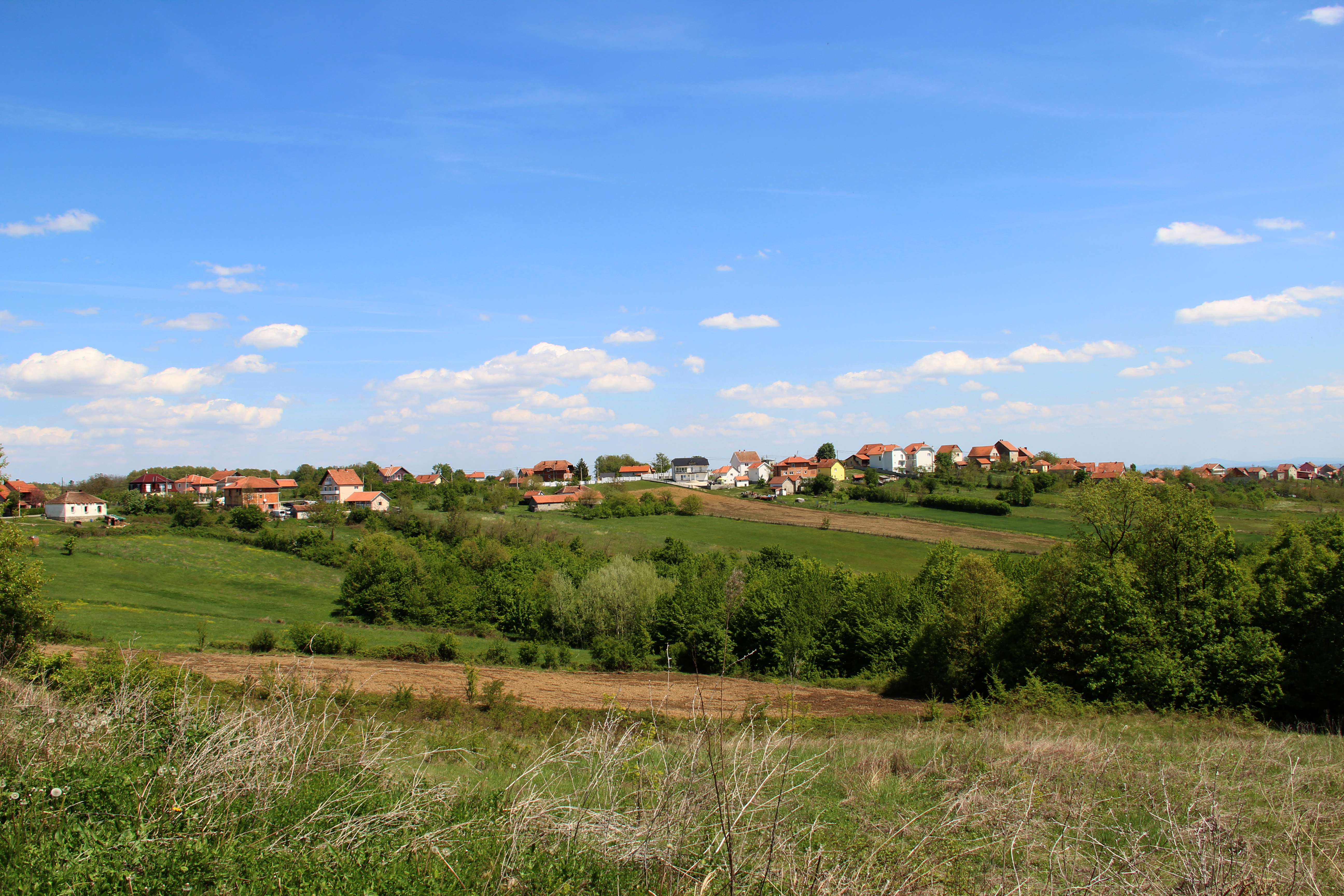
village Gornja Grabovica - panorama
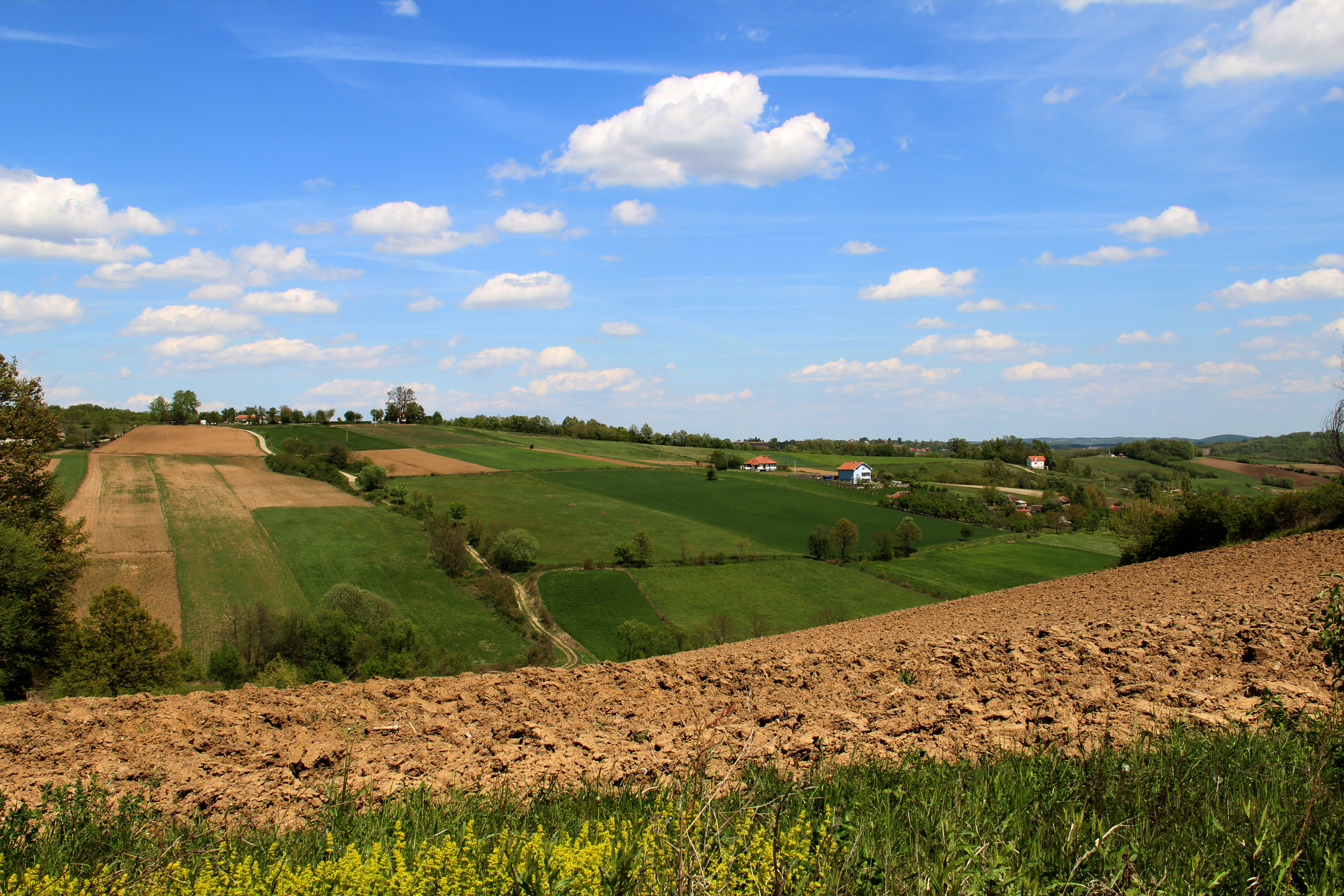
village Gornja Grabovica - panorama
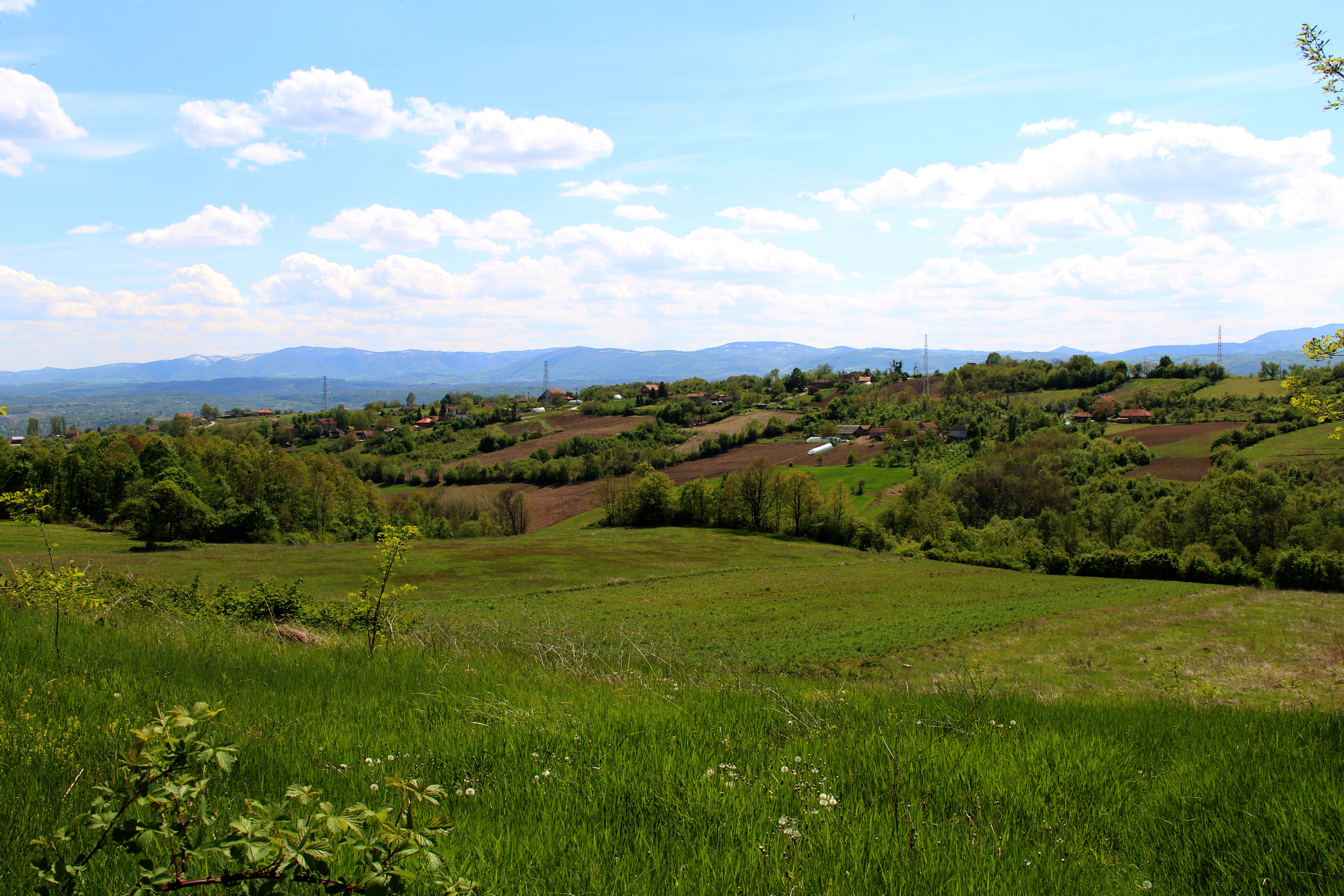
village Gornja Grabovica - panorama
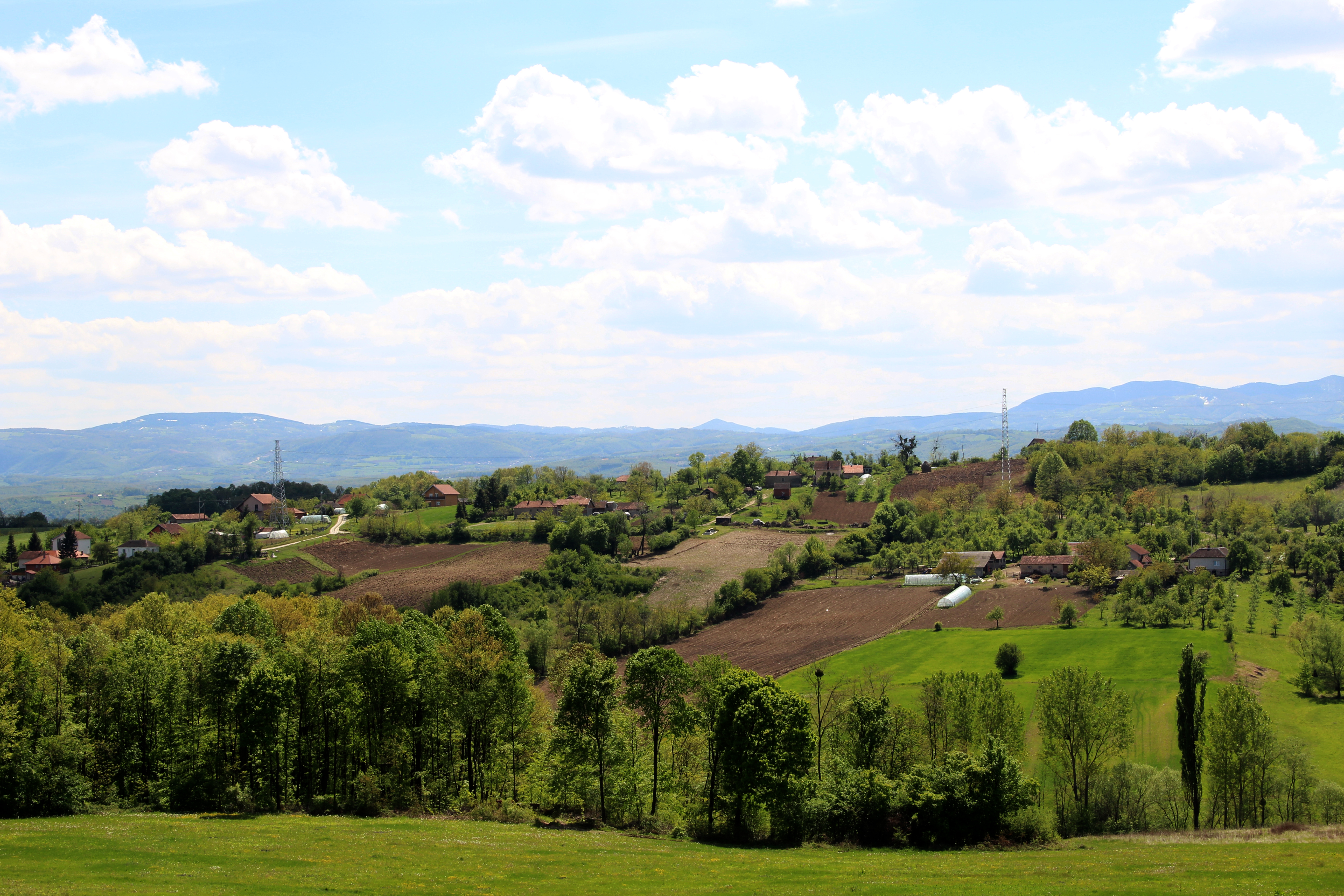
village Gornja Grabovica - panorama
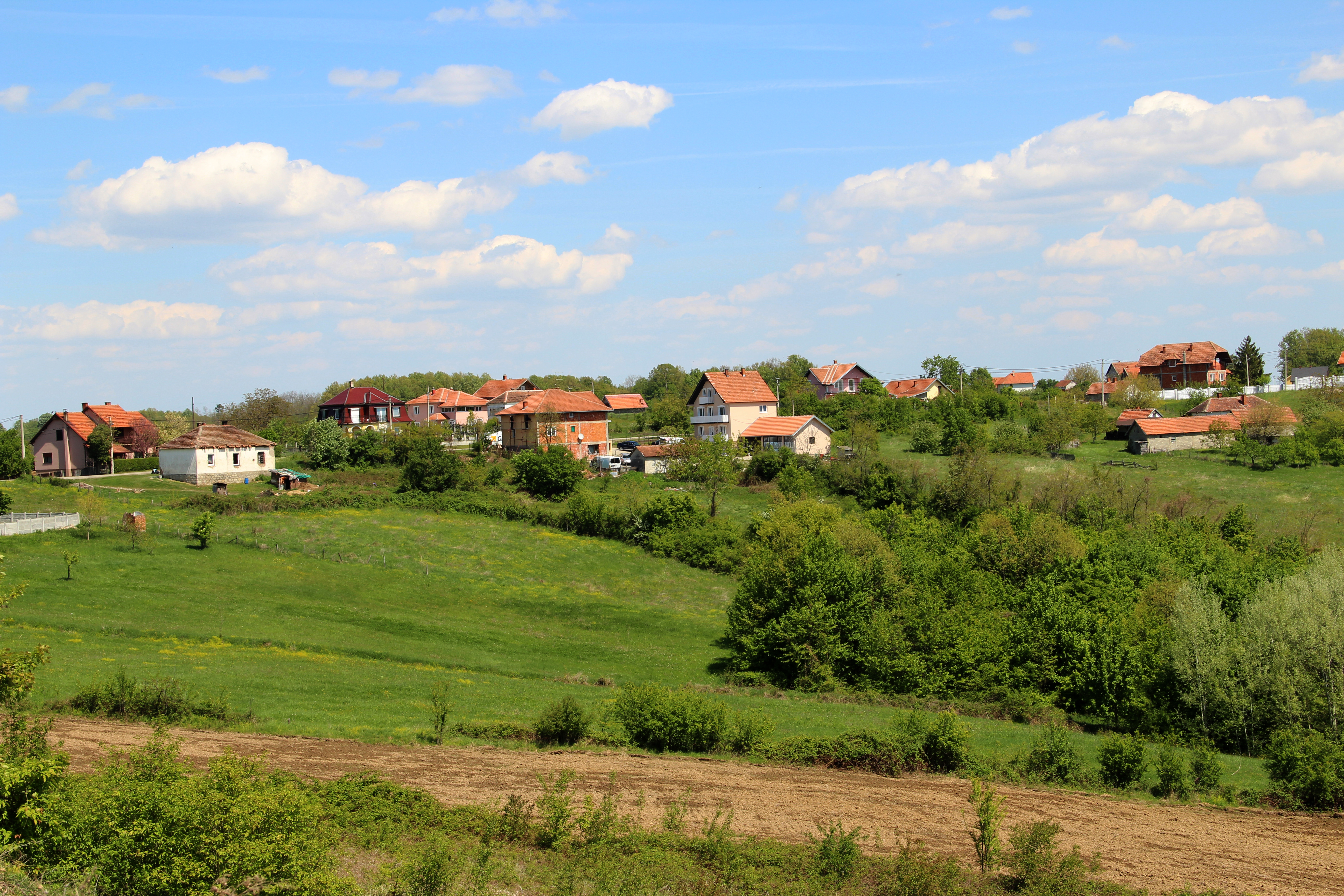
village Gornja Grabovica - panorama
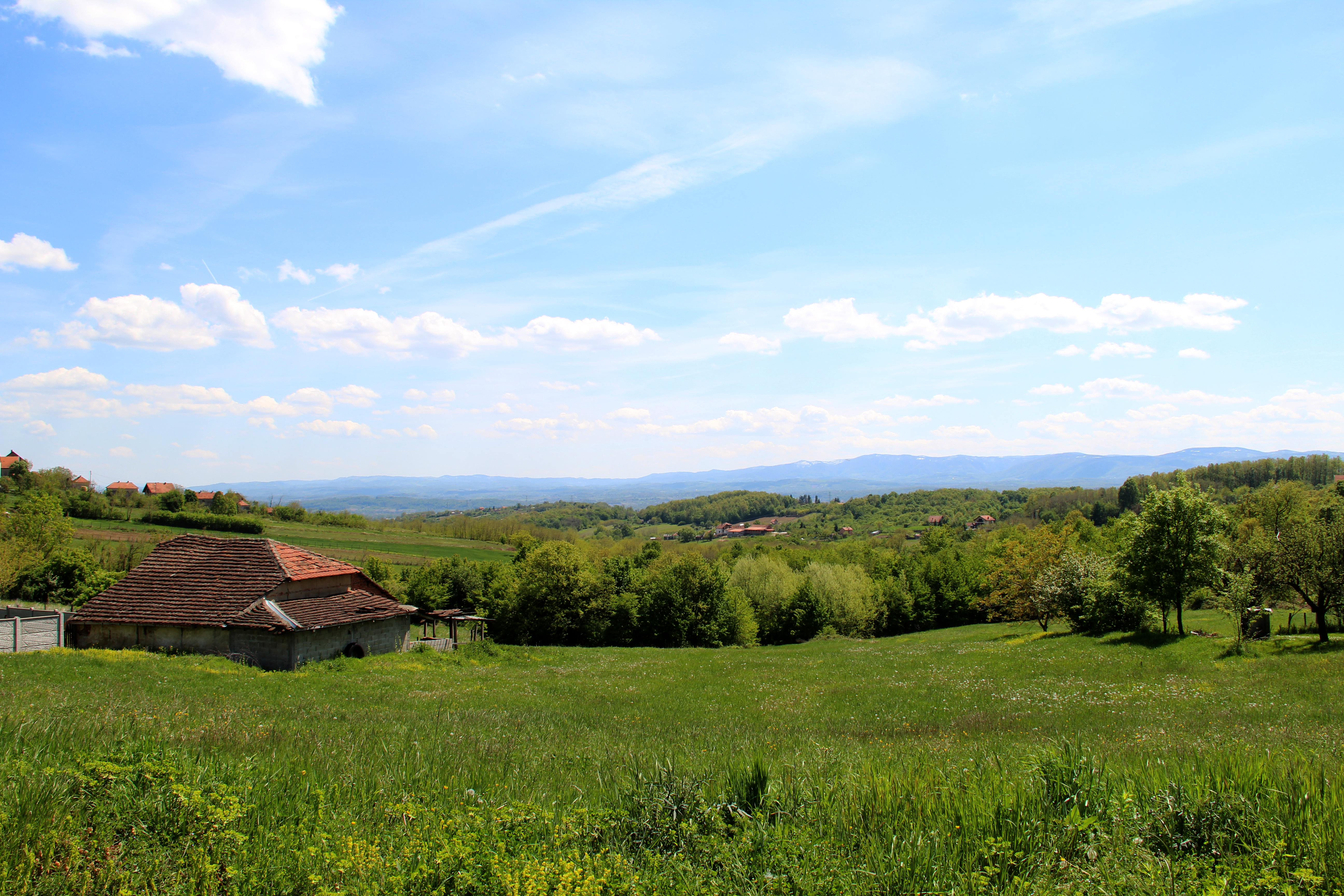
village Gornja Grabovica - panorama
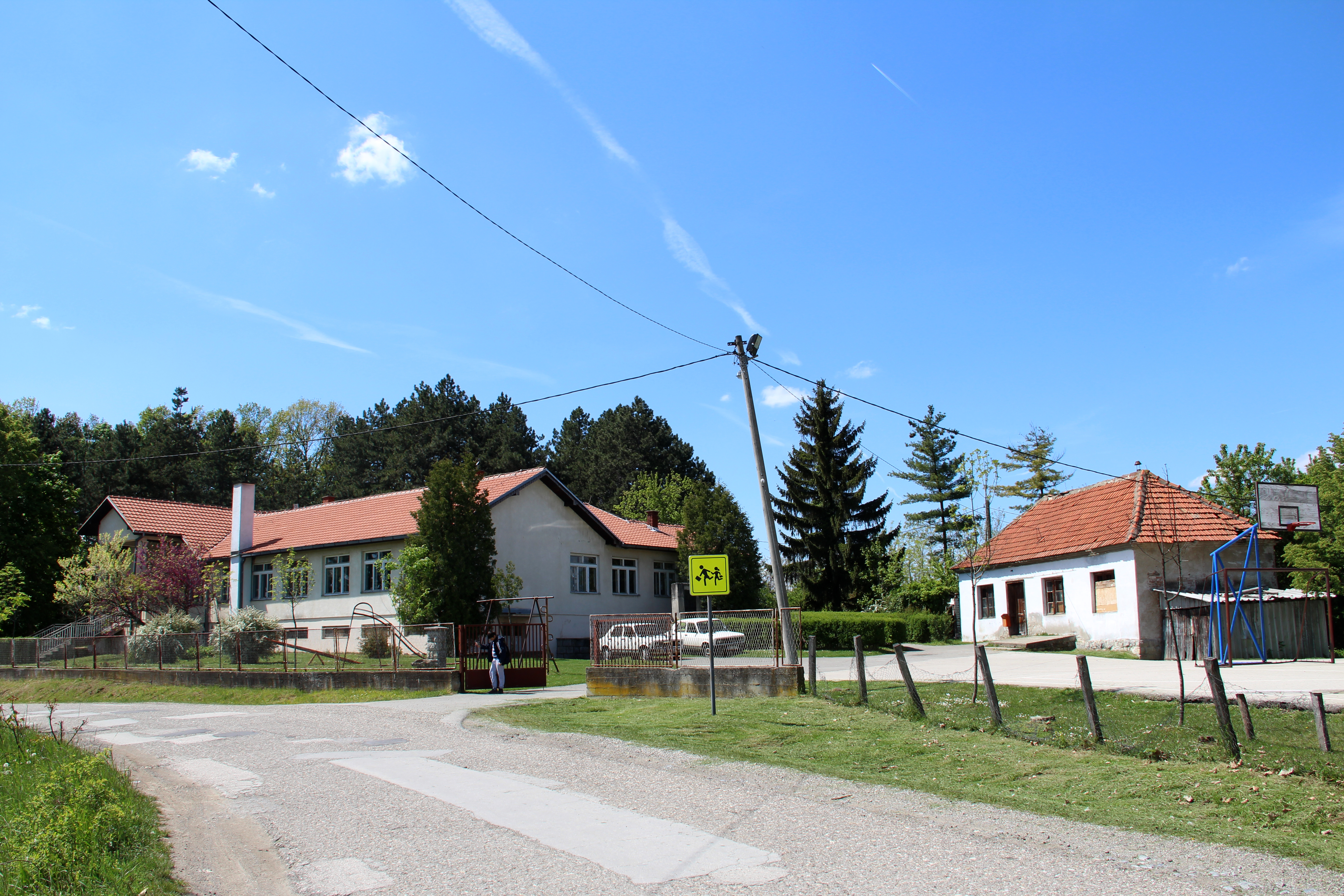
village Gornja Grabovica - dorpsschool